# Terebratula
Terebratula Müller, 1776 è un genere estinto di Brachiopodi appartenente all'ordine Terebratulida.
Si tratta di fossili tipici del Neogene dell'Europa, presenti nei sedimenti marini dal Miocene al Pliocene (in un periodo compreso tra 24 e 1,6 milioni di anni). La conchiglia bivalve è di dimensioni medio-grandi, biconvessa, a profilo ovoidale. La valva peduncolare (ventrale) presenta un umbone corto e massiccio, ricurvo verso la valva brachiale (dorsale), con un ampio foramen da cui fuoriusciva un grosso e carnoso peduncolo. Sulla valva brachiale vi sono, internamente, due apofisi allungate e fuse a forma di cappio triangolare, dette crura (strutture calcaree che costituiscono l'apparato di supporto del lofoforo). L'ornamentazione esterna è rappresentata da strie di accrescimento concentriche sottili e poco evidenti, più sviluppate in prossimità dei margini.
In passato, a tale genere erano attribuite forme che ora sono classificate in generi diversi e che hanno età differenti. Colonizzavano i fondali fangosi poco profondi, ancorandosi a frammenti di roccia o a resti di altri organismi per mezzo del peduncolo, il quale era ramificato alla base per consentire una maggiore presa. Una delle specie più caratteristiche è T. ampulla, tipica dei depositi del Pliocene in Italia (di età tra 5,3 e 1,6 milioni di anni).